# Otto von Cappenberg

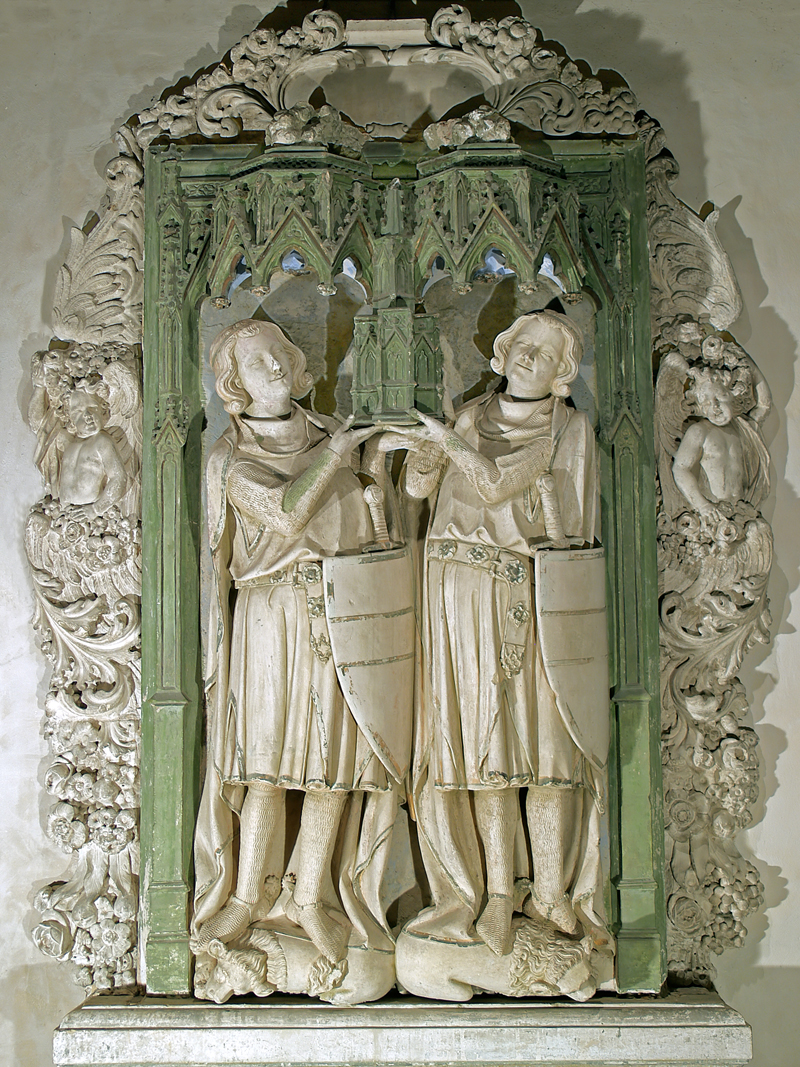
Grabdeckplatte von Otto und seinem Bruder Gottfried in der Stiftskirche Cappenberg

Otto von Cappenberg (* um 1100; † 23. Februar 1171 in Cappenberg bei Lünen, auch Odo von Cappenberg genannt) war von 1156 bis zu seinem Tod Propst des Klosters Cappenberg und Taufpate des Kaisers Friedrich I. Barbarossa. Er wird in der römisch-katholischen Kirche als Seliger verehrt. Sein Gedenktag ist der 23. Februar.

## Leben
Otto stammte aus dem Haus der Cappenberger und war ein Sohn des Gottfried I. von Cappenberg, Graf im Dreingau, und dessen Frau Beatrix von Schweinfurt, Tochter des Markgrafen Heinrich II. von Schweinfurt. Laut einem späteren Zusatz in der Kölner Königschronik nahm er gemeinsam mit seinem älteren Bruder Gottfried von Cappenberg unter Lothar von Supplinburg, dem späteren Kaiser Lothar III., an der Erstürmung und Zerstörung Münsters im Jahr 1121 teil. Bei der Einnahme der Stadt brannte der Paulusdom ab, wofür Gottfried und Otto als Hauptschuldige galten. Da Kaiser Heinrich V. gegen alle Teilnehmer des Kriegszugs gegen Münster Anklage wegen Hochverrats erhob, drohte den beiden Brüdern die Verhängung der Reichsacht. Aus Reue und zur Wiedergutmachung vermachten sie ihren gesamten Besitz dem Prämonstratenserorden zur Errichtung von Stiften. 1123 trat Otto zusammen mit seinem Bruder in ebenjenen Orden ein und wurde Propst des Stiftes Varlar, das auf seiner elterlichen Burg bei Coesfeld zur gleichen Zeit gegründet wurde. Dieses Amt hatte er bis 1126 inne.

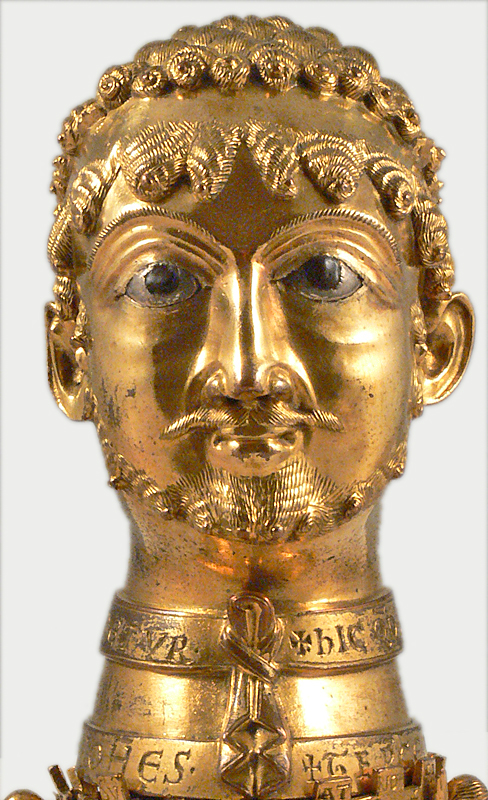
Cappenberger Kopf

Im Jahr 1156 wurde Otto dritter Propst des Klosters Cappenberg, nachdem er bereits 1148 die Reliquien seines verstorbenen Bruders in die dortige Stiftskirche hatte überführen lassen. Während seiner Zeit als dortiger Propst stattete er die Kirche und ihre Altäre prächtig aus. Otto starb im Februar 1171 in Cappenberg und wurde dort begraben. Sein Grab wurde zwar 1648 während des Dreißigjährigen Krieges von protestantischen Truppen aus Hessen zerstört, später aber wiederhergestellt.

## Taufpate Friedrichs I. Barbarossa
Otto war um 1122 der Taufpate des ältesten Sohn des Herzogs Friedrich II. von Schwaben, des späteren Kaisers Friedrich I. Barbarossa. Als Erinnerung an dieses Ereignis schenkte der Kaiser ihm später eine Taufschale, die Otto in seinem sogenannten Testament dem Kloster Cappenberg stiftete. Eine Kopie der Taufschale befindet sich heute im Kirchenschatz der katholischen Pfarrkirche St. Johannes Evangelist in Selm-Cappenberg, der ehemaligen Klosterkirche des Prämonstratenserstiftes Cappenberg. Das Original wurde nach der Aufhebung Cappenbergs im Jahre 1803 verkauft und auf Umwegen über Bad Godesberg und Weimar schließlich nach Berlin kam, wo sie sich heute im Kunstgewerbemuseum befindet.

## Cappenberger Kopf
Der Cappenberger Kopf wurde erstmals in einer zwischen 1149 und 1156/58 entstandenen Biografie über Graf Gottfried II. von Cappenberg (Vita Godefridi comitis Capenbergensis) erwähnt. Die Cappenberger verkauften um 1124 ihren Besitz in Schwaben an Herzog Friedrich II. von Schwaben. Einen Teil des Kaufpreises bezahlte der Herzog in Form von Reliquien. Dazu heißt es in der Vita Godefridi: „Has igitur memorabiles reliquias venerabilis Otto, praecipius Ioannis dilector, nostrae laetabundus invexit ecclesiae, atque in capite reposuit deaurato, quibus et multo caritatis affectu reditus ad luminaria continua delegavit“ (Diese denkwürdigen Reliquien also brachte der ehrwürdige Otto, ein außerordentlicher Verehrer des Johannes, erfreut in unsere Kirche und verwahrte sie in einem vergoldeten Kopf; diesen überwies er auch in tiefem Liebesempfinden Einkünfte für die Ewigen Lichter.)
Das dem heiligen Evangelist Johannes gewidmete Reliquiar muss demnach vor 1158 von Otto in Auftrag gegeben worden sein. Es wurde in der Cappenberger Klosterkirche zu öffentlicher Verehrung aufgestellt und in seiner Nähe brannten Ewige Lichter, deren Unterhalt Otto durch eine eigens dafür eingerichtete Stiftung gesichert hatte.